# AGARD
AGARD è l'acronimo di "Advisory Group for Aerospace Research and Development", cioè un gruppo consultivo per la ricerca e lo sviluppo aerospaziale creato nel 1952 e nel 1966, è diventato un'agenzia del Comitato Militare NATO fino al suo scioglimento avvenuto nel 1996.
Il suo compito era quello di promuovere e migliorare lo scambio di informazioni in materia di ricerca aerospaziale e sviluppo tra i paesi della NATO.
AGARD ha fornito consulenza e assistenza scientifica e tecnica al Comitato militare della NATO nel campo della ricerca e dello sviluppo aerospaziale, con particolare riguardo alle applicazioni militari.